# 도쿠시게 · 나고야게이다이역
도쿠시게 · 나고야게이다이 역(일본어: 徳重・名古屋芸大駅)은 일본 아이치현 기타나고야시에 위치한 나고야 철도 이누야마선의 철도역이다. 역 번호는 IY 05이며, 상대식 승강장 2면 2선의 구조를 갖춘 지상역이다.

## 타는 곳
| 1 | ■ 이누야마 선 | 하행 | 이와쿠라 · 고난 · 이누야마 · 기후 · 신카니 방면           |
| 2 | ■ 이누야마 선 | 상행 | 가미오타이 · 나고야 · 주부코쿠사이쿠코 · 쓰루마이 선 방면 |

## 이용 현황
- 2013년 기준 : 10,370명

## 역 주변
- 나고야 예술 대학 히가시 캠퍼스

## 인접 역
| 나고야 철도 이누야마선              | 나고야 철도 이누야마선 | 나고야 철도 이누야마선       |
| ----------------------------------- | ---------------------- | ---------------------------- |
| IY 04 니시하루 비와지마 분기점 방면 | ■ 이누야마선           | 다이산지 IY 06 신우누마 방면 |